# Xya iberica
Xya iberica är en insektsart som beskrevs av Günther, K.K. 1990. Xya iberica ingår i släktet Xya och familjen Tridactylidae. Inga underarter finns listade i Catalogue of Life.